# Frank-Wolf Matthies
Frank-Wolf Matthies (* 4. Oktober 1951 in Berlin) ist ein deutscher Schriftsteller.

## Jugend
Frank-Wolf Matthies wuchs in Berlin auf, wo er die Polytechnische Oberschule und die Erweiterte Oberschule mit altsprachlichem Zweig besuchte. Nach dem Abitur 1970 machte er eine Lehre als Kunstschlosser, die er krankheitsbedingt abbrechen musste. Danach war Matthies in verschiedenen Berufen tätig, u. a. als Dispatcher, Taxichauffeur, Leichenwäscher und Kameraassistent.

## Oppositioneller in der DDR
1973 wurde er von der Staatssicherheit wegen „Beleidigung und Herabwürdigung eines Repräsentanten der Partei- und Staatsführung der DDR“ verhaftet. Ab 1975 leistete er Wehrersatzdienst als Bausoldat, in dieser Zeit gab es ein weiteres Gerichtsverfahren wegen „Meuterei“. 1975 erschienen auf Vermittlung Franz Fühmanns seine erste Publikationen in der DDR. Seit 1977 ist Matthies freier Schriftsteller. 
Nach Erscheinen des Prosabandes „Unbewohnter Raum mit Möbeln“ im Rowohlt Verlag 1980 und Lesungen und Diskussionen in seiner Wohnung (u. a. mit Adolf Endler, Elke Erb, Robert Havemann, Wolfgang Hilbig, Günter Grass, Uwe Kolbe, Gert Neumann, Lutz Rathenow, Johano Strasser) wurde Matthies erneut verhaftet (mit Thomas Erwin und Lutz Rathenow), jedoch nach internationalen Protesten entlassen. Mit den bis zu seiner Verhaftung regelmäßig durchgeführten Lesungen schuf Matthies ein wichtiges Modell für die Etablierung einer nicht staatlichen Öffentlichkeit / Alternativöffentlichkeit in der Literatur- und Kunstszene des Prenzlauer Bergs.

## Übersiedlung in den Westen
Anfang 1981 reiste Matthies nach West-Berlin aus, wo ihn zunächst Günter Grass aufnahm. In den 1980er Jahren gehörte er zu den Initiatoren wichtiger Literaturdebatten zum Begriff der deutschen Kulturnation (mit Grass und Johano Strasser), über das deutsch-deutsche Exil (z. B. in seinem Briefwechsel mit Werner Lansburgh) und über die Rolle des Verbandes deutscher Schriftsteller (VS, heute in ver.di).
Aufsehen erregte sein Austritt aus dem VS, den er aus Protest gegen den Umgang des Verbandes mit Dissidenten aus Osteuropa und der DDR als einer der ersten Autoren Anfang der achtziger Jahre verließ, was den VS in eine Krise stürzte. Während der VS-Landesbezirk in West-Berlin gegen die allzu nachgiebige Haltung des Verbandes zu den osteuropäischen Diktaturen protestierte, bezeichnete der Gewerkschafter Erwin Ferlemann die mehr oder minder zwangsweise aus der DDR übergesiedelten Autoren als „fünfte Kolonne“. Auf der Bundesdelegiertenkonferenz des Verbandes in Saarbrücken (30. März bis 1. April 1984) kam es zu heftigen Auseinandersetzungen, bei denen sich Günter Grass und Heinrich Böll von der Politik des damaligen VS-Vorsitzenden Bernt Engelmann distanzierten.  In der Folgezeit kam es zu zahlreichen weiteren Austritten von Schriftstellern aus der DDR wie Reiner Kunze und Jürgen Fuchs; auch Günter Grass verließ den Schriftstellerverband.
Matthies lebte ab 1994 in Joachimsthal. Seit 1975 ist er mit der Lehrerin Petra Neumann verheiratet. Er ist Vater von vier Kindern.
Sein derzeitiger Wohnort ist nun seit langem Neu-Friedrichsthal (ein Ortsteil von Oranienburg). 

## Werke
- Morgen. Rowohlt, Reinbek 1979. ISBN 3-49925-122-1
- Unbewohnter Raum mit Möbeln. Rowohlt, Reinbek 1980. ISBN 3-499-25148-5
- Für Patricia im Winter. Rowohlt, Reinbek 1981. ISBN 3-49925-160-4
- Exil. Ein Briefwechsel. mit Werner Lansburgh. Bund-Verlag, Köln 1983. ISBN 376630576X
- Tagebuch Fortunes Suhrkamp 1985 ISBN 3-51811-311-9
- Die Sehn=Sucht, Reisetagebuch in Briefen. Amsterdam 1986.
- Stadt. Prosa. Wolke Verlag, Hofheim 1986. ISBN 3923997124
- Franz Lövenhertz. Märchen. Edition Mariannenpresse, Berlin 1987. ISBN 392251037X
- Gelächter. Wolke, Hofheim 1987. ISBN 3923997167
- Inventar der Irrtümer. Prosa. Berliner Handpresse, Berlin 1988.
- Die Labyrinthe des Glücks oder Der Endzweck der Welt ist ein Buch. Kellner, Hamburg 1990. ISBN 3927623075
- Poet’s Corner. 10 Gedichte. Unabhängige Verlagsbuchhandlung Ackerstrasse, Berlin 1992. ISBN 3861720337
- Du bist der Ort vor dem Ende der Welt. Gedichte. John Gerard, Berlin 1992.
- Adressen aus den Heften für Patricia. Gedichte. Galrev, Berlin 1993. ISBN 3910161332
- Omerus Volkmund. Fünf Erzählungen. Galrev, Berlin 1994. ISBN 3-91016-154-5
- Aeneis. Roman. Berlin 1996. ISBN 3910161774
- Manifeste des DaDaeRismus. Sechs Manifeste. Mariannenpresse, Berlin 1998.
- Ein Lügner muß ein gutes Gedächtnis haben. Erzählung. Wekura, Berlin 1998.
- Auf der Suche nach dem verlogenen Blei oder 1 Junkie an König Ubus Hof. Berlin 2001.
- Von der Erotik des Zeiten vernichten. Galrev, Berlin 2002. ISBN 3-93314-929-0
- Geisterbahn. Bd. 1–8. Wekura, Berlin 2003–2006.
- Geisterbahn. Bd. 9–13. Wekura, Berlin 2006–2007.
- Geisterbahn. Bd. 13 (2. Aufl.)−19. Ubuarchiv 2007–2009.

## Auszeichnungen
- 1981 Berlin-Stipendium des Berliner Kultursenators
- 1981/82 Stipendiat des Deutschen Literaturfonds
- 1983/84 Villa-Massimo-Stipendium (Rom)
- 1998 Karl-Kraus-Preis
- 1998 Stipendium Schloss Wiepersdorf